# Новоміське кладовище (Одеса)
Новоміське кладовище (або Таїровський цвинтар) — кладовище у місті Одесі. Відкрите 1961. Розташоване у Київському районі Одеси на захід від житлового масиву «Південний». Є третім за площею в Україні (137 гектарів). Якщо брати до уваги лише площу власне цвинтаря, він є найбільшим в Україні.

## Історія
Засноване у 1961 році. У II-й половині 1970-х років частина кладовища між проспектом Небесної Сотні і вулицею Академіка Корольова була ліквідована у зв'язку з влаштуванням у даній місцевості мікрорайону «Б» житлового масиву «Південний».

## Церква
На території кладовища розташована православна церква «Всіх святих».

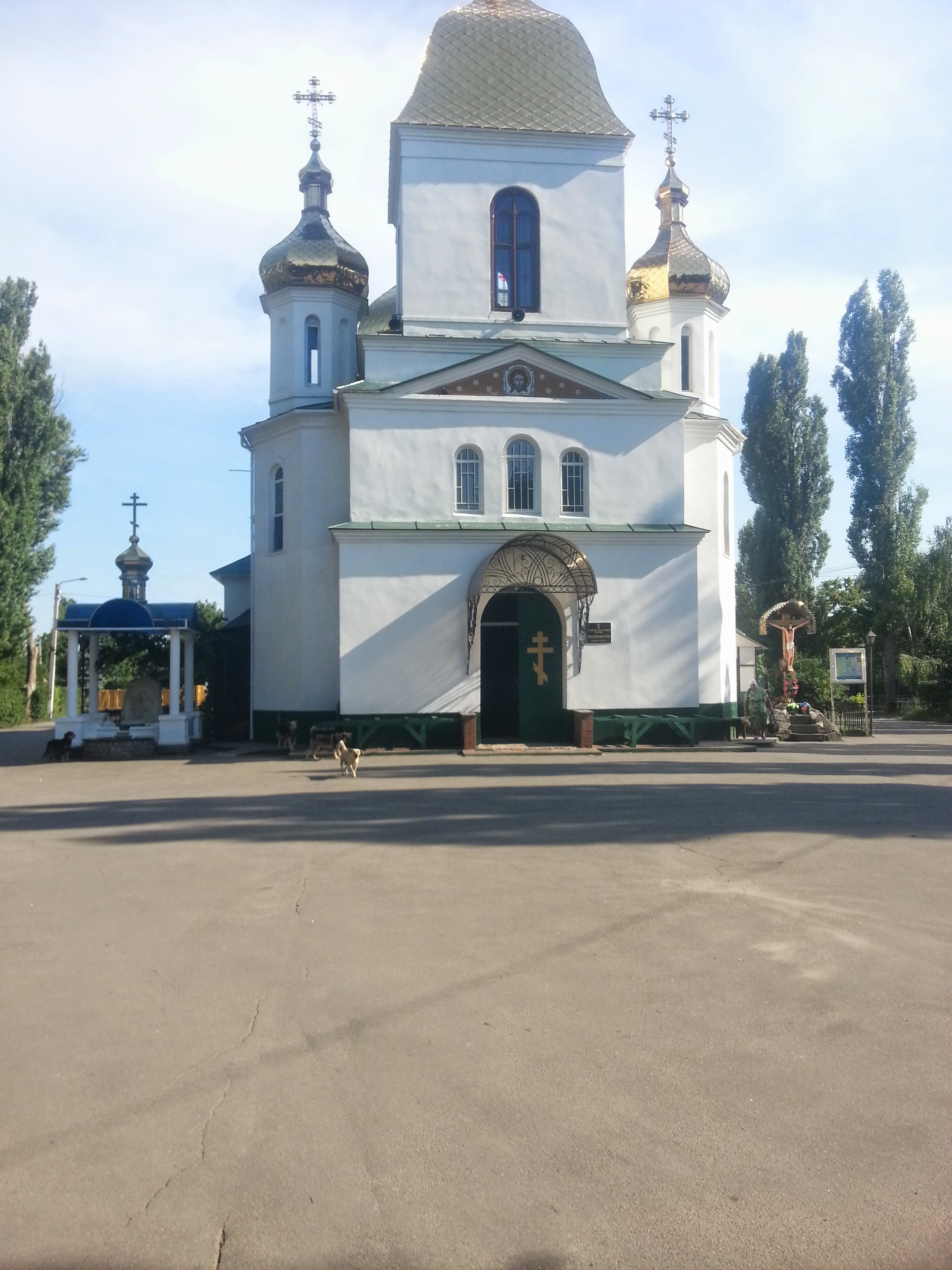
Церква всіх святих

## Крематорій та колумбарій
1988 на території кладовища відкрито крематорій та колумбарій.

## Поховані
- Александров Андрій Володимирович, український автогонщик та конструктор
- Бараболько Михайло Петрович, Герой Радянського Союзу
- Боєва Тетяна Іванівна, джазова співачка
- Бровченко Іван Никонович, Герой Радянського Союзу
- Буянов Віктор Миколайович, Герой Радянського Союзу
- Волков Микола Миколайович, Герой Радянського Союзу
- Глига Григорій Семенович, Герой Радянського Союзу
- Гнидо Петро Андрійович, Герой Радянського Союзу
- Грицай Віктор Олексійович (1939—1979), український художник-монументаліст
- Горбачов Євген Георгійович, волейбольний тренер
- Завертяєв Веніамін Онисимович, Герой Радянського Союзу
- Зелях Елізар Вульфович, вчений-електротехнік
- Капралов Петро Андрійович, Герой Радянського Союзу
- Карнач Степан Андрійович, Герой Радянського Союзу
- Коваленко Василь Наумович, Герой Радянського Союзу
- Кочмар Юрій Михайлович, український автогонщик
- Кремер Симон Давидович, Герой Радянського Союзу
- Крупник Семен Самійлович, народний артист України
- Кручених Саустьян Петрович, Герой Радянського Союзу
- Лялін Василь Костянтинович, Герой Радянського Союзу
- Мазур Іван Єгорович, військовий медичний лікар, дивізійний лікар 30-ї кавалерійської Житомирсько-Новобугської дивізії
- Майоров Олександр Іванович, Герой Радянського Союзу
- Мальцев Володимир Павлович, український актор
- Мелах Юхим Левович, Герой Радянського Союзу
- Міхно Микола Михайлович, Герой Радянського Союзу
- Мішанов Микола Дмитрович, Герой Радянського Союзу  [Архівовано 15 липня 2014 у Wayback Machine.]
- Москаленко Василь Васильович, футболіст та тренер
- Перов Іван Степанович, Герой Радянського Союзу
- Плоскіна Володимир Іванович, колишній футболіст, тренер
- Поплавський Вадим Теодорович, комік
- Пригарін Сергій Володимирович, старший лейтенант Національної поліції України, кавалер ордена «За мужність»
- Сергов Олексій Іванович, Герой Радянського Союзу
- Синільников Валерій Якович, Герой Радянського Союзу
- Третяк Анатолій Григорович, Герой Соціалістичного Труда
- Усачов Пилип Олександрович, Герой Радянського Союзу
- Хаїт Валерій Ісаакович, український російськомовний драматург, журналіст, поет, прозаїк, редактор, сатирик, телеведучий.
- Фінк Володимир Олександрович, український футболіст
- Фрадков Юхим Борисович, Герой Радянського Союзу
- Цимбалар Ілля Володимирович, колишній український та російський футболіст
- Ганна Яблонська, український російськомовний драматург, поетеса, прозаїк, журналістка
- Якупов Назим Мухамедзянович, Герой Радянського Союзу